# Turridrupa cerithina
Turridrupa cerithina é uma espécie de gastrópode do gênero Turridrupa, pertencente a família Turridae.